# Emilio Iovio
Emilio Iovio (* 9. März 1962 in Hamilton, Ontario) ist ein ehemaliger italo-kanadischer Eishockeyspieler, der in seiner aktiven Zeit von 1979 bis 1999 unter anderem für die Wedemark Scorpions in der Deutschen Eishockey Liga gespielt hat.

## Karriere
Emilio Iovio begann seine Karriere als Eishockeyspieler in der kanadischen Juniorenliga Ontario Hockey Association und deren Nachfolgewettbewerb Ontario Hockey League. In diesen spielte er von 1979 bis 1982 für die Toronto Marlboros, Niagara Falls Flyers und Sudbury Wolves. Anschließend verbrachte der Angreifer mehrere Jahre im Amateureishockey, wobei er unter anderem in der Saison 1983/84 für die Flamboro Real McCoy’s in der OHA Sr. spielte. Im Sommer 1986 ging der gebürtige Kanadier mit italienischem Pass nach Europa, wo er einen Vertrag beim AS Varese Hockey aus der italienischen Serie A, mit dem er auf Anhieb die nationale Meisterschaft gewann.
In den Jahren 1988 bis 1993 spielte Iovio für die den HC Como in der zweitklassigen Serie A2, sowie dem HC Bozen, den HC Devils Milano und seinen Ex-Club AS Varese Hockey in der Serie A. Daraufhin erhielt er erneut einen Vertrag beim HC Devils Milano, mit dem er 1994 zum zweiten Mal in seiner Laufbahn die italienische Meisterschaft gewann. Nach drei Spielzeiten verließ der Linksschütze 1996 die Lombarden und unterschrieb bei den Wedemark Scorpions aus der Deutschen Eishockey Liga, die er nach der Saison 1996/97 jedoch bereits wieder verließ. In dieser hatte er in 46 Spielen elf Tore für die Niedersachsen erzielt und 22 Vorlagen gegeben.
Seine Karriere ließ Iovio schließlich in Italien ausklingen, wo er bis zu seinem Karriereende 1999 im Alter von 37 Jahren noch für seine früheren Vereine AS Varese Hockey und HC Bozen, sowie den HC Pustertal zum Einsatz kam.

### International
Für Italien nahm Iovio an der B-Weltmeisterschaft 1991, sowie den A-Weltmeisterschaften 1982, 1992, 1993 und 1994 teil. Des Weiteren stand er im Aufgebot Italiens bei den Olympischen Winterspielen 1992 in Albertville und 1994 in Lillehammer.

## Erfolge und Auszeichnungen
- 1987 Italienischer Meister mit dem AS Varese Hockey
- 1991 Aufstieg in die A-Weltmeisterschaft bei der B-Weltmeisterschaft
- 1991 Topscorer bei der B-Weltmeisterschaft
- 1991 Bester Torschütze bei der B-Weltmeisterschaft
- 1994 Italienischer Meister mit dem HC Devils Milano